# Simulium tjidodense
Simulium tjidodense är en tvåvingeart som beskrevs av Edwards 1934. Simulium tjidodense ingår i släktet Simulium och familjen knott. Inga underarter finns listade i Catalogue of Life.